# Шоля
Шоля́ (чув. Шулю) — деревня в Красночетайском районе Чувашской Республики. Входит в состав Акчикасинского сельского поселения.

## География
Находится в северо-западной части Чувашии на расстоянии приблизительно 5 км на северо-запад от районного центра села Красные Четаи.

## История
Известна с 1869 года, когда здесь было 506 жителей. В 1897 году было учтено 138 дворов и 774 жителя, в 1926—246 дворов, 1231 житель, в 1939—1337 жителей, в 1979—940. В 2002 году было 264 двора, в 2010—189 домохозяйств. В 1929 году был образован колхоз «Новый путь», в 2010 действовало ОАО «Путь Ильича».

## Население
Постоянное население составляло 608 человек (чуваши 99 %) в 2002 году, 470 в 2010.